# 스페인 국립 항공우주 기술 기구

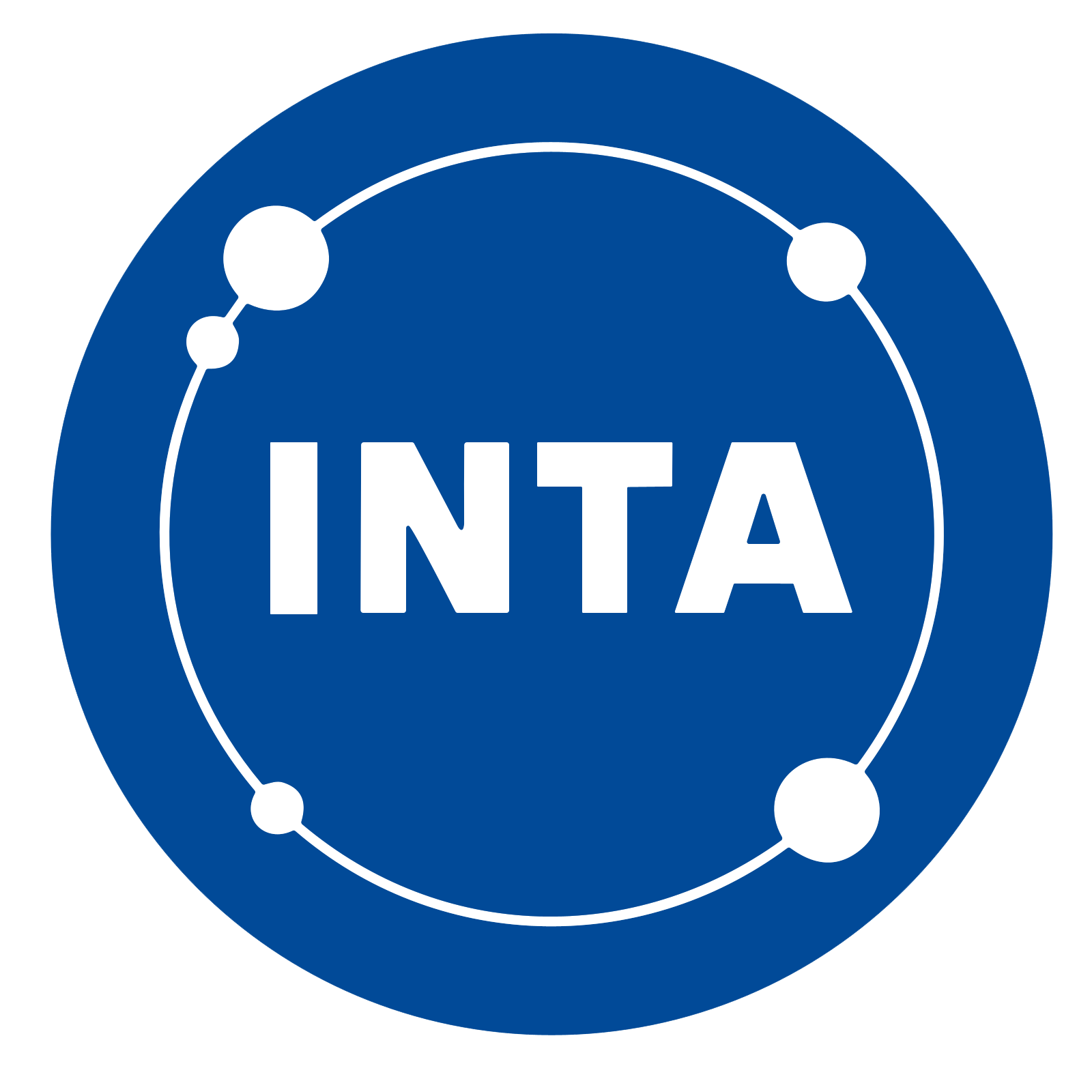

스페인 국립 항공우주 기술 기구(National Institute for Aerospace Technology, 스페인어: Instituto Nacional de Técnica Aeroespacial «Esteban Terradas», INTA)는 국방부 사무국(SEDEF)에 종속된 스페인 공공 행정의 자치 기관이다. 항공우주, 항공공학, 유체동역학, 국방 및 보안 기술 연구를 담당하고 있다.
INTA는 1942년 국립항공기술연구소(Instituto Nacional de Técnica Aeronáutica)로 설립되어 항공부 산하에 통합되었다. 본사는 마드리드 근처 토레혼데아르도스에 있다.